# ゲッティング・ダーティ・イン・ジャパン
『ゲッティング・ダーティ・イン・ジャパン』（Getting Dirty in Japan）は、Prime Video Direct経由で2023年4月に日本のAmazonプライム・ビデオで配信された日本の旅番組。

## 概要
各エピソードでは、スウェーデン出身のタレント・女優、ヤンニ（とプロデューサーの白いんこ、監督の西坂來人とマイケル・ウィリアムズ、そしてエグゼクティブ・プロデューサーのクリス・マッコームス）がインストラクターの指示のもと、様々なアドベンチャーに挑戦していく。テーマを基に編成された２種類のアクティビティを各エピソードで紹介している。台本なしで体を張りながら挑戦するヤンニの姿が見どころだ。エピソードの最後にはまとめとしてレポーターのヤンニとクリスが行った先々のアクティビティについて評価している。
2020年初めにプリプロダクションが行われ、同年の夏の終わりには番組のパイロット版が千葉で撮影された。
それ以外の各エピソードは、2021年の冬から2022年の春の間に山梨、茨城、栃木、東京で撮影された。
第2シーズンからは、日本のアイドル・上枝恵美加が白いんこに代わってスタジオMCを務めるようになりました。さらに、アウトドアアクティビティの合間には、新たに料理コーナーが導入され、オルソンと新キャストの川畑誠仁が共同で進行を担当しています。
第2シーズンの制作は2024年春に始まり、主な撮影は夏の間に行われました。上枝恵美加は、長編映画『愛着（Aichaku）』の撮影現場でヤンニやクリスと親しくなったことをきっかけに、白いんこに代わってスタジオMCとして参加しました。川畑誠仁は、これまでに『The Benza』や『Benza English』でヤンニやクリスと共演しており、今回はヤンニに誘われて、キッチンスタジオで撮影された料理コーナーに出演することになりました。

## 製作の経緯
アウトドアリポーターとして活動するヤンニにはずっと心に引っかかっていることがあった。番組内でふざけるリポーターがいたり、難しいことなのに簡単にこなせるように見せたりするのは自然に対するリスペクトや気配りに欠けていると思うことがあり、アウトドア派のことをあまり理解していないようにも感じた。アウトドアファンだけでなく縁がなかった人にも楽しんでもらいたくこのドキュメンタリーを作った。また、観光地ではなく、ガイドブックにはない日本の自然を楽しめるアクティビティを紹介したいという気持ちからも製作されており、各エピソードの最後には体験したアクティビティに対して、嘘のない正直な評価を感想を交えながら10段階でつけている。

## 出演

### シーズン２
- ヤンニ・オルソン
- クリス・マッコームス
- 上枝恵美加
- 川畑誠仁
- 西坂來人
- マイケル・ウィリアムズ

### シーズン１
- ヤンニ・オルソン
- クリス・マッコームス
- 白いんこ
- 西坂來人
- マイケル・ウィリアムズ

## スタッフ

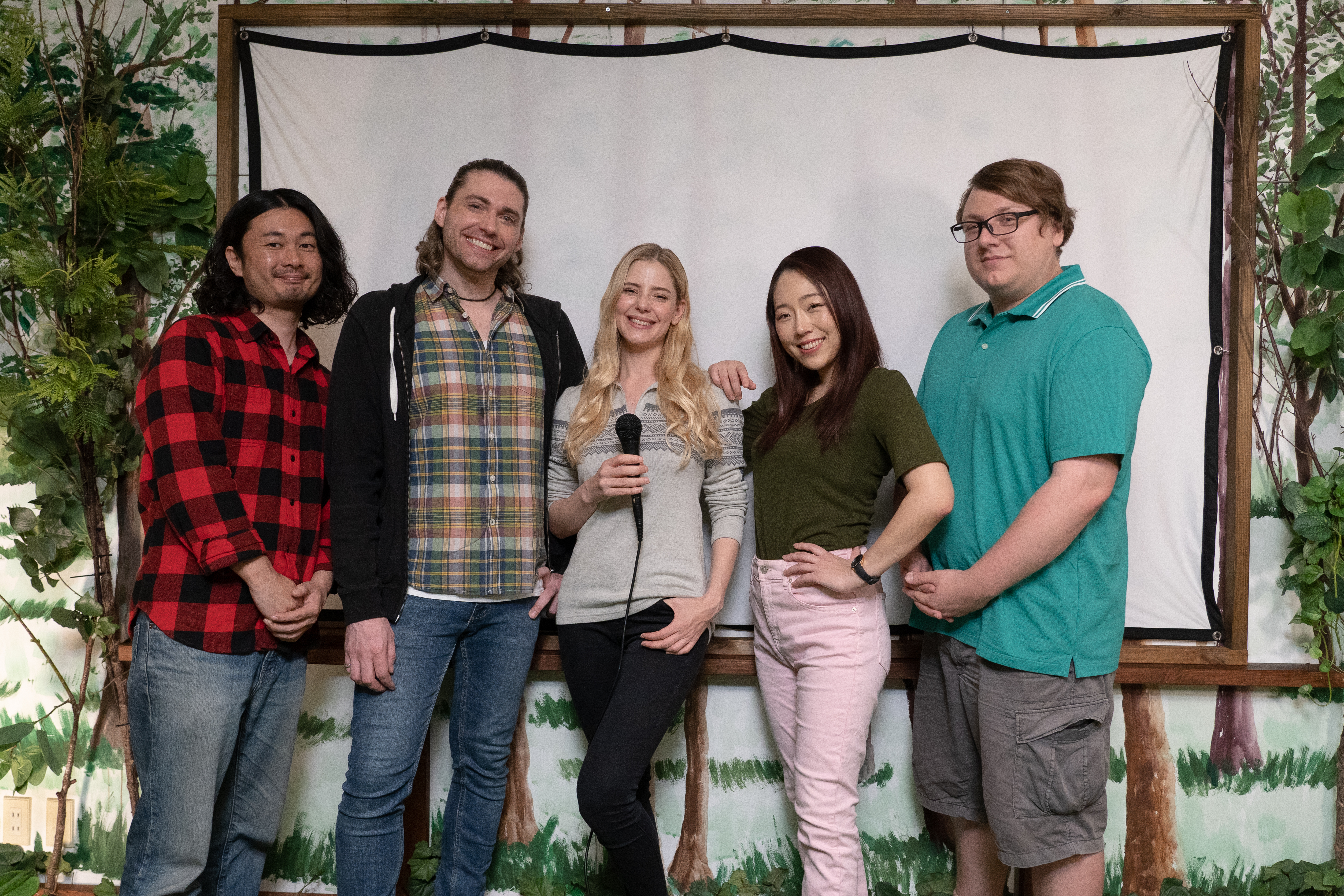
ゲッティング・ダーティ・イン・ジャパン上映イベントにて

### シーズン２
- 監督 - 西坂來人、マイケル・ウィリアムズ[10]
- プロデューサー - 川畑誠仁、ヤンニ・オルソン
- エグゼクティブプロデューサー - クリス・マッコームス
- アソシエイトプロデューサー　-　カレン・カラハン
- 撮影 - 西坂來人、マイケル・ウィリアムズ
- 翻訳 - 川畑誠仁
- 英語字幕 - Jeff Cisneros, Heather Payer-Smith, Eda Sterner
- 音楽 - 野宮任裕[11]
- 編集 - 西坂來人、マイケル・ウィリアムズ
- 製作 - Tokyo Cowboys

### シーズン１
- 監督 - 西坂來人、マイケル・ウィリアムズ[12]
- プロデューサー - 白いんこ、ヤンニ・オルソン
- エグゼクティブプロデューサー - クリス・マッコームス
- アソシエイトプロデューサー　-　川畑誠仁
- 撮影 - 西坂來人、マイケル・ウィリアムズ
- 翻訳 - 川畑誠仁
- 英語字幕 - Jeff Cisneros, Heather Payer-Smith, Eda Sterner
- 音楽 - 野宮任裕[13]
- 編集 - 西坂來人、マイケル・ウィリアムズ
- 製作 - Tokyo Cowboys

## 音楽
主題歌はFossilizeが制作し提供。作詞はクリス・マッコームス、作曲は野宮任裕。2023年6月5日よりiTunes Store、Amazon、Google Play Musicなどで配信され、同日iTunes Store サウンドトラックチャート最高5位にランクイン。またスウェーデンのサウンドトラックチャートでは最高4位にランクイン。
収録曲
1. Waiting to Be Seen (3:18)
作詞：クリス・マッコームス
作曲：野宮任裕
歌：Fossilize
2. Waiting to Be Seen Remix (4:32)
作詞：クリス・マッコームス
作曲：野宮任裕
歌：Fossilize

## エピソード
| 通算 話数                                                                           | シーズン 話数 | タイトル            | 監督                   |
| ----------------------------------------------------------------------------------- | ------------- | ------------------- | ---------------------- |
| 1                                                                                   | 1             | "Getting Started"   | 西坂來人               |
| ロケ地：奈良子釣りセンター（山梨県）、東京グレートカヤッキングツアー（東京都）      |               |                     |                        |
| 2                                                                                   | 2             | "Becoming Tarzan"   | マイケル・ウィリアムズ |
| ロケ地：勝古沢キャンプ場（千葉県）、フォレスト・アドベンチャー千葉（千葉県）        |               |                     |                        |
| 3                                                                                   | 3             | "Getting Wet"       | マイケル・ウィリアムズ |
| ロケ地：マリンアクティビティ勝浦（千葉県）、滝見苑けんこう村 ごりやくの湯（千葉県） |               |                     |                        |
| 4                                                                                   | 4             | "Something New"     | 西坂來人               |
| ロケ地：大和ホースパーク（茨城県）、エトワ笠間 茨城グランピング（茨城県）           |               |                     |                        |
| 5                                                                                   | 5             | "Getting Dirty"     | 西坂來人               |
| ロケ地：かすみがうらドッグ&MTB パーク（茨城県）、カフェモーネ（栃木県）             |               |                     |                        |
| 6                                                                                   | 6             | "A Surprise Finish" | マイケル・ウィリアムズ |
| ロケ地：パラグライダースクール ソラトピアつくば（茨城県）、つくば園（茨城県）       |               |                     |                        |

| 通算 話数                                                      | シーズン 話数 | タイトル                      | 監督                             |
| -------------------------------------------------------------- | ------------- | ----------------------------- | -------------------------------- |
| 7                                                              | 1             | "A New Departure"             | 西坂來人、マイケル・ウィリアムズ |
| ロケ地：キャニオニング&ブルーベリー （群馬県）                 |               |                               |                                  |
| 8                                                              | 2             | "Getting a Grip"              | 西坂來人、マイケル・ウィリアムズ |
| ロケ地：カイトサーフィン&クルージング （神奈川県）、（東京都） |               |                               |                                  |
| 9                                                              | 3             | "Getting Dirty with a Friend" | 西坂來人、マイケル・ウィリアムズ |
| ロケ地：ゴーカート&乗馬 （茨城県）                             |               |                               |                                  |
| 10                                                             | 4             | "Taking it Easy"              | 西坂來人、マイケル・ウィリアムズ |
| ロケ地：チュービング&フライボード （山梨県）                   |               |                               |                                  |
| 11                                                             | 5             | TBA                           | 西坂來人、マイケル・ウィリアムズ |
| ロケ地：                                                       |               |                               |                                  |
| 12                                                             | 6             | TBA                           | 西坂來人、マイケル・ウィリアムズ |
| ロケ地：                                                       |               |                               |                                  |

## 評価
Amazonプライム・ビデオによれば、51件のレビューがあり、平均点は5点満点中4.9点となっている。IMDbによれば、68件のレビューがあり、平均点は10点満点中9.8点となっている。